# 国民連合政府
国民連合政府構想（こくみんれんごうせいふこうそう）は、2015年9月19日に共産党が当時の民主党・維新の党・生活の党・社民党に呼びかけた選挙協力をした上で自民党政権を打倒し政権交代を目指すために提唱された連立政権構想である。

## 概要
安倍政権は、集団的自衛権の部分的容認やPKOの活動区域の拡大などを目的とした安全保障関連法案を発表した。これに対し日本国憲法第9条に違反するとの批判が噴出。野党や反対する国民により連日反対デモが行われた。その際運動を主導していたSEALDsや市民連合より「野党がバラバラでは政権の暴走を止められない」との意見を受け、日本共産党が同法案の廃止と閣議決定の撤回を目標に提案した。しかし他党の間で連立政権の成立に反対する意見が上がったため、政権樹立の件は棚上げし、方針を選挙協力に限定した。
第24回参議院議員通常選挙では選挙区ごとに政策協定を結び11の一人区で勝利した。
第48回衆議院議員総選挙の直前に民進党は希望の党への合流姿勢を示したが、共産党は希望の党を「自民党の補完勢力」と非難し、野党共闘の対象としないことを表明した。ただし、希望の党に参加しない議員や社民党との共闘は継続する考えを示した。民進党内でも希望の党への合流に反対するリベラル系議員を中心に立憲民主党が結成され、最終的には立憲民主党・社民党・共産党・一部の旧民進党系無所属議員の枠組みで共闘が行われることになった。

### 以前の政府構想との関係
日本共産党の不破哲三前議長は、1998年に「主要な野党だった民主党の菅直人代表や自由党の小沢一郎党首と協力して、国会での共闘を始めました」と当時を振り返り、「そういった経験があったうえで、今の「国民連合政府構想」があります」と評している。公安調査庁は、今回の政府構想は60年安保闘争直後の1960年7月に提唱した安保反対の政府構想と同様であると指摘している。

## 根拠
日本共産党は綱領にて政策の異なる政党同士の統一戦線の政府「民主連合政府」を明記している。また日本共産党が目標とする「民主的改革」の内容の主要点の必ずしもすべてにおいて一致しない場合であってもその一致点にもとづく統一戦線の条件が生まれるという場合も起こりうるとしており、この文言が国民連合政府の根拠となっている。

## 基本目標
1. 戦争法廃止で一致する政党・団体・個人が共同して国民連合政府をつくる
2. 憲法違反の戦争法を廃止するために、衆議院と参議院の選挙で、廃止に賛成する政治勢力が多数を占め、国会で廃止の議決を行うこと。同時に、2014年7月1日の安倍政権による集団的自衛権行使容認の閣議決定を撤回する。この2つの仕事を確実にやりとげるためには、安倍自公政権を退陣に追い込み、これらの課題を実行する政府をつくることがどうしても必要。
3. 〝戦争法廃止、立憲主義を取り戻す〟――この一点で一致するすべての政党・団体・個人が共同して、「戦争法（安保法制）廃止の国民連合政府」を樹立させる。
4. この連合政府の任務は、集団的自衛権行使容認の閣議決定を撤回し、戦争法を廃止し、日本の政治に立憲主義と民主主義をとりもどすことにある。
5. この連合政府は、〝戦争法廃止、立憲主義を取り戻す〟という一点での合意を基礎にした政府であり、その性格は暫定的なものとなる。任務を実現した時点で、その先の日本の進路については、解散・総選挙をおこない、国民の審判をふまえて選択すべきだと考える。
6. 野党間には、日米安保条約への態度をはじめ、国政の諸問題での政策的な違いが存在する。そうした違いがあっても、それは互いに留保・凍結して、憲法違反の戦争法を廃止し、立憲主義の秩序を回復するという緊急・重大な任務で大同団結しようというのが、私たちの提案である。この緊急・重大な任務での大同団結がはかられるならば、当面するその他の国政上の問題についても、相違点は横に置き、一致点で合意形成をはかるという原則にたった対応が可能になると考える。
7. この連合政府の任務は限られたものであるが、この政府のもとで、日本国憲法の精神にそくした新しい政治への一歩が踏み出されるならば、それは、主権者である国民が、文字通り国民自身の力で、国政を動かすという一大壮挙となり、日本の政治の新しい局面を開くことになることは疑いない。

## 他党の反応
- 民主党→民進党
  - 岡田克也代表は「政権を倒すという共通目的に基づいて協力することは全くおかしくない」と選挙協力には前向きな姿勢を取る一方「色々な問題を乗り越えられないからこそ、現時点では政権を共にすることはできない」と「現時点」と念を押した上で連立政権とすることを否定した。
  - 蓮舫は共闘継続を方針としつつ「参院選での連携が絶対とは思わない」「枠組みがどうなるか、もう一度、党員・サポーターの声に真摯に耳を傾ける」と発言した。
  - 前原誠司は日本共産党を「シロアリのようなもの」と強く批判していたが、「政策論議を深め、共闘のフェイズ（局面）をさらに進化させる。政策論議のすえの共闘努力こそ、私たちの責任だ」とした。
- 立憲民主党
  - 枝野幸男は「（共産は）天皇制や自衛隊や日米安全保障条約は棚上げすると言っているが、その政権はすぐ倒れる」として共産党との連立に否定的な見解を示した[7]。2021年9月30日、共産党の志位委員長との党首会談で、立憲が衆院選で政権を取った場合、「限定的な閣外からの協力」をめざすことで合意した。選挙協力については「両党で候補者を一本化した選挙区について、双方の立場や事情の違いを互いに理解、尊重しながら、小選挙区での勝利をめざす」とした[8]。
  - 泉健太は自党を「日米安全保障条約や自衛隊、皇室制度を是とする政党だ」と語り、政策面では違いがあるため「政権を構成する政党として、共産党は想定にはない」と述べた[9]。
- 国民民主党
  - 玉木雄一郎は「共産は日米安保条約に懐疑的だ」と語り、「共産党が入る政権には入らない」と述べた[10]。
- 維新の党→民進党
  - 松野頼久代表は否定的な見解を示す一方小野次郎は「知恵を絞るべき」と前向きな姿勢を明らかにした。
- 社民党
  - 吉田忠智党首は「非常に大胆で前向きな提案と受け止め、積極的に議論を進める。社民党の立ち位置を踏まえた役割を果たしていきたい。いずれにしても立憲主義を踏みにじる戦争法の廃止、安倍政権を一日も早く打倒しなければならないという点は一致している」とした[11]。
- 生活の党と山本太郎となかまたち→自由党
  - 小沢一郎共同代表は「理解を同じくする。目的達成のために選挙協力を行うことは従来の方針の大転換であり、決断を高く評価する」と全面的な賛意を示した[12]。